# إليزابيث إيكفورد
إليزابيث آن إيكفورد (بالإنجليزية: Elizabeth Eckford) (ولدت في 4 أكتوبر/تشرين الأول 1941) عضو في مجموعة ليتل روك ناين، وهي مجموعة من الطلاب الأمريكيين الأفارقة الذين كانوا في عام 1957 أول الطلاب السود الذين يحضرون الفصول الدراسية في مدرسة ليتل روك المركزية الثانوية في ليتل روك (أركنساس). وجاء الدمج استجابةً لقضية براون ضد مجلس التعليم. تعرضت إيكفورد لمحنة أمام العامة بعد أن صورها الصحفيين صباح يوم 4 سبتمبر/أيلول 1957، بعد أن مُنِعت من دخول المدرسة من قبل الحرس الوطني لأركنساس. وأظهرت لقطة دراماتيكية لجوني جنكينز من يونايتد برس إنترناشيونال (UP) الفتاة التي تلاحقها وتهددها بحشد من البيض الغاضبين. تم تداول هذه الصور وغيرها من الأحداث المذهلة لهذا اليوم في جميع أنحاء الولايات المتحدة والعالم من قبل الصحافة.
التقطت الصورة الشهيرة للحدث من قبل آيرا ويلمر كونتس الابن من جريدة أركنساس الديمقراطية. ربحت صورته بالإجماع جائزة بوليتزر عام 1958، ولكن منذ أن حصلت القصة على منافس في ذلك الوقت حصلت جريدة أركنساس على جائزتين إضافيتين من بوليتزر بالفعل، مُنحت الجائزة لمصور آخر عن صورة ساحرة لصبي يبلغ من العمر عامين في العاصمة واشنطن. اختيرت صورة مختلفة التقطها أليكس ويلسون، وهو مراسل أسود لصحيفة ذا ترايستيت ديفندر في ممفيس الذي تعرض للضرب على أيدي جمهور غاضب في ليتل روك في اليوم ذاته، على أنها «صورة الأخبار للعام» لعام 1957 من قبل الرابطة الوطنية للمصورين الصحفيين. دفعت هذه الصورة الرئيس دوايت أيزنهاور إلى إرسال قوات فيدرالية إلى ليتل روك.

## الخلفية
في 4 سبتمبر 1957، قامت إيكفورد وثمانية طلاب أمريكيين أفارقة (عُرفوا لاحقًا باسم ليتل روك ناين) بمحاولة غير ناجحة لدخول مدرسة ليتل روك المركزية الثانوية، التي كانت تخضع لنظام العزل العنصري. حاصر حشد غاضب من حوالي 400 شخص المدرسة في ذلك اليوم، بالاشتراك مع الحرس الوطني الأمريكي.
حاولت إيكفورد البالغة من العمر 15 عامًا دخول المدرسة، بينما تقدم جنود من الحرس الوطني، بناءً على أوامر من حاكم أركنساس أورفال فوبوس، في طريقها لمنعها من الدخول. في نهاية المطاف، استسلمت وحاولت الفرار إلى محطة للحافلات عبر حشد من العنصريين الذين أحاطوا بها وهددوها بإعدامها دون محاكمة. بمجرد وصول إيكفورد إلى محطة الحافلات، لم تستطع التوقف عن البكاء. جلس الصحفي بنجامين فاين مع مراعاة ابنته البالغة من العمر 15 عامًا بجوار إيكفورد. حاول أن يريحها وقال لها: «لا تدعيهم يشاهدونك تبكين». بعد قليل، انضمت إليهم امرأة بيضاء تدعى غريس لورتش ورافقتها إلى حافلة المدينة.

كانت الخطة الأصلية هي وصول الأطفال التسعة معًا، ولكن عندما تغيّر مكان الاجتماع في الليلة السابقة، ترك افتقار عائلة إيكفورد للهاتف إليزابيث دون علم بالتغيير. قُدّمت ديزي بيتس، الناشطة القوية في إلغاء التمييز العنصري، التعليمات حتى يتسنى للطلاب التسعة انتظارها ليتمكنوا من المشي معًا إلى المدخل الخلفي للمدرسة. تسببت هذا التغييرات في اللحظة الأخيرة في أن تكون إليزابيث أول من سلك طريقًا مختلفًا إلى المدرسة، وصعدت إلى المدخل الأمامي بمفردها. لم تكن عائلة إليزابيث إيكفورد على علم بالاجتماع ولم تكن تعلم أن مجلس إدارة المدرسة طلب من أولياء الأمور مرافقة ذويهم. واستقلت إيكفورد الحافلة العامة وحدها إلى المدرسة. في ذلك اليوم، كانت إليزابيث ترتدي فستانًا أبيض وأسود، وغطت وجهها تحت النظارات الشمسية السوداء. أمسكت كتابها المدرسي في يدها. بينما كانت تسير نحو المدرسة، وكانت محاطة بحشد من الحراس المسلحين والناس، ولم تر أي وجوه سوداء. شمل الحشد رجالًا ونساءً ومراهقين (الطلاب البيض) عارضوا الاندماج. هتف المراهقون البيض «اثنان.. أربعة.. ستة.. ثمانية... لن نندمج». حاولت إليزابيث الذهاب إلى المدرسة عبر الحشد لكنها مُنعت من الدخول. ركضت إيكفورد إلى مقعد حافلة في نهاية الحصار. وصفت إيكفورد تجربتها:
«وقفت أنظر إلى المدرسة - بدت كبيرة جدًا! عندها فقط سمح الحراس لبعض الطلاب البيض بالمرور. كان الحشد هادئًا. أعتقد أنهم كانوا ينتظرون لمعرفة ماذا سيحدث. عندما تمكنت من تثبيت ركبتي، مشيت إلى الحارس الذي سمح للطلاب البيض بالدخول. لم يتحرك. عندما حاولت دفعه، رفع حربته ثم تحرك الحراس الآخرون ورفعوا حرابهم. لقد حملقوا بي بنظرة دنيئة وكنت خائفة للغاية ولم أكن أعرف ماذا أفعل. التفت حولي وقدم الحشد نحوي. اقتربوا أكثر فأكثر. بدأ أحدهم في الصراخ: «اسحبها فوق هذه الشجرة! هيا نعتني بهذه الزنجية»».
خلال الأسبوعين المقبلين، بقيت مجموعة ليتل روك ناين في المنزل للدراسة بدلًا من الذهاب إلى مدرسة ليتل روك المركزية الثانوية. كان الرئيس دوايت أيزنهاور مترددًا في فعل أي شيء حيال الجماهير أو أعمال الشغب. واستدعى حاكم أركنساس أورفال فوبس للتدخل وطلب سحب جميع القوات من المدرسة الثانوية بعد تجربة إليزابيث إيكفورد في محاولة لدخول المدرسة في المرة الأولى.

في 23 سبتمبر 1957، اقتربت مجموعة ليتل روك ناين من مدرسة سنترال هاي مرة أخرى، ودخلت إليزابيث إيكفورد مع الطلاب الثمانية الآخرين برفقة رجال شرطة المدينة إلى المدرسة الثانوية عبر باب جانبي. وُصف رد فعل الجماهير على النحو التالي:
«استشاط الجمهور غضبًا. «لقد ذهبوا»، صرخ رجل... بمجرد دخول مجموعة ليتل روك ناين إلى المدرسة، وتفرقوا. تسلل الحشد إلى المدرسة ونُقلت المجموعة إلى مكتب المدير تحت تهديدات بالقتل. سمع أحدهم بالصدفة المأمور يقول: «قد نضطر إلى السماح للحشد بأن ينالوا من أحد هؤلاء الأطفال، كي نتمكن من صرف انتباههم لفترة كافية لإخراج الآخرين»».
على الرغم من أن إليزابيث إيكفورد ستُعرف ذات يوم كعضو في مجموعة ليتل روك ناين، ففي هذه المرحلة من اليوم المدرسي كانت بمفردها، ما جعلها أول طالبة أمريكية من أصل أفريقي تندمج في مدرسة ثانوية جنوبية بيضاء.
بناءً على أوامر من الحاكم، قام حرس أركنساس الوطني وحشد غاضب من حوالي 400 شخص بالإحاطة بالمدرسة ومنعهم من الدخول. وفي 23 سبتمبر 1957، حاصر حشد من حوالي 1000 شخص المدرسة مرة أخرى وحاول الطلاب الدخول أيضًا. في اليوم التالي، استلم الرئيس دوايت أيزنهاور قيادة الحرس الوطني أركنساس من الحاكم وأرسل الجنود لمرافقة الطلاب إلى المدرسة للحماية. انتشر الجنود في المدرسة طوال العام الدراسي، على الرغم من أنهم لم يكونوا قادرين على منع وقوع حوادث عنف ضد المجموعة في الداخل، مثل إيكفورد التي ألقيت من على السلالم.
أغلقت جميع المدارس الثانوية بالمدينة في العام التالي، لذلك لم تتخرج إيكفورد من المدرسة الثانوية المركزية. ومع ذلك، فقد حصلت على مراسلات ودورات ليلية منحتها ما يكفي من الاعتمادات لشهادة الدراسة الثانوية. وفي عام 1958، منحت الجمعية الوطنية للنهوض بالملونين (EAACP) إيكفورد وباقي مجموعة ليتل روك ناين والصحفية بيتس قلادة سبينغارن.

## حياتها الأخيرة
قبلت إيكفورد في كلية نوكس في إلينوي، لكنها اختارت العودة إلى ليتل روك لتكون بالقرب من عائلتها. التحقت بعد ذلك بجامعة سينترال ستيت في ويلبرفورس، أوهايو، حيث حصلت على شهادة البكالوريوس في التاريخ. في عام 2018، حصلت إيكفورد على درجة الدكتوراه الفخرية من كلية نوكس.
خدمت إيكفورد في القوات البرية للولايات المتحدة لمدة خمس سنوات، أولًا كمحاسبة ثم كخبيرة معلومات. وكتبت أيضًا لصحيفتي فورت ماكليلان (ألاباما) وفورت بنيامين هاريسون (إنديانا). عملت بعد ذلك نادلة ومدرسة تاريخ وموظفة شؤون اجتماعية ومقابلة للبطالة والتوظيف ومراسلة عسكرية وضابطة مراقبة في ليتل روك.
في عام 1997، تشاركت مع هيزيل برايان ماسري في جائزة الأب جوزيف بيلتز التي قدمها المؤتمر الوطني للمجتمع والعدالة، هيزيل هي طالبة الفصل العنصري في المدرسة الثانوية المركزية والتي ظهرت في العديد من صور 1957 وهي تصرخ في صورة إليزابيث. وخلال اجتماع المصالحة في عام 1997، ألقت السيدتان خطابات معًا. ولكن انهارت صداقتهم في وقت لاحقٍ، بعد إلحاق الأذى بإيكفورد التي صرحت: «تمنت هيزيل لي الشفاء وألا يستمر هذا الأمر. أرادت أن أكون أقل إزعاجًا حتى لا تشعر بالمسؤولية». قدم الرئيس بيل كلينتون في عام 1999 أعلى جائزة مدنية في البلاد، وهي الميدالية الكونغرس الذهبية لأعضاء فرقة ليتل روك ناين.
في صباح يوم 1 يناير 2003، أُطلق أحد أبناء إيكفورد النار على إرين إيكفورد، 26 عامًا، وقتلته الشرطة في ليتل روك. ذكرت جريدة أركنساس الديمقراطية أن ضباط الشرطة حاولوا نزع سلاحه من كيس البقوليات دون جدوى بعد أن أطلق عدة طلقات من بندقيته. عندما وجه إيكفورد بندقيته نحوهم، أطلق عليه رجال الشرطة النار. كانت والدته تخشى أن تكون وفاته «انتحار من قبل الشرطة»، وقالت إن إرين عانى من اضطراب نفسي لكنه توقف عن تناول الأدوية الموصوفة لعدة سنوات. ذكرت الصحيفة في وقتٍ لاحق أن النيابة التي تحقق في إطلاق النار المميت قد قررت أن إطلاق النار على إيكفورد من قبل ضباط الشرطة المعنيين كان مبررًا.

## ظهور إعلامي
جسدت الممثلة ليزا ماري راسل إيكفورد في فيلم قناة ديزني قصة أيرنست الأخضر (1993). وجسدت الممثلة أماندلا ستينبرغ شخصية إيكفورد في مسلسل التاريخ الثمل (2019).